# WWWF United States Heavyweight Championship
WWWF United States Heavyweight Championship było tytułem mistrzowskim profesjonalnego wrestlingu promowanym przez federację World Wide Wrestling Federation w latach 1963-1977. Tytuł był serwowany jako drugorzędne mistrzostwo i jako drugie najważniejsze w federacji, tuż po WWWF World Heavyweight Championship. Po tym jak wycofano go już na zawsze, został zastąpiony przez WWF North American Heavyweight Championship jako drugorzędne mistrzostwo w WWWF.
Tytuł nie ma żadnego powiązania z obecnym WWE United States Championship, którego żywot zaczął się od 1975, kiedy to został stworzony jako NWA/WCW United States Heavyweight Championship. Pełna nazwa mistrzostwa brzmiała World Wide Wrestling Federation U.S.A. Heavyweight Championship.

## Historia tytułu
| Nr. | Mistrz         | Panowanie | Data                 | Dni  | Miejsce       | Gala       | Notka                                                                                             |
| --- | -------------- | --------- | -------------------- | ---- | ------------- | ---------- | ------------------------------------------------------------------------------------------------- |
| 1   | Bobo Brazil    | 1         | 6 kwietnia 1963      | 63   | Kalifornia    | House Show | Bobo Brazil był uznawany jako pierwszy WWWF United States Heavyweight Champion.                   |
| 2   | Johnny Barend  | 1         | 8 czerwca 1963       | 31   | Filadelfia    | House Show | [ 2 ]                                                                                             |
| 3   | Bobo Brazil    | 2         | 9 lipca 1963         | 64   | Filadelfia    | House Show | [ 2 ]                                                                                             |
| 4   | Johnny Barend  | 2         | 11 września 1963     | 41   | Baltimore     | House Show | [ 2 ]                                                                                             |
| 5   | Bobo Brazil    | 3         | 22 października 1963 | 1335 | Newton Square | House Show | [ 2 ]                                                                                             |
| 6   | Ray Stevens    | 1         | 18 czerwca 1967      | 67   |               | House Show | [ 2 ]                                                                                             |
| 7   | Bobo Brazil    | 4         | 24 sierpnia 1967     | 29   | Trenton       | House Show | [ 2 ]                                                                                             |
| 8   | The Sheik      | 1         | 22 września 1967     | 429  | Detroit       | House Show | [ 2 ]                                                                                             |
| 9   | Bobo Brazil    | 5         | 24 listopada 1968    | 57   |               | House Show | [ 2 ]                                                                                             |
| 10  | The Sheik      | 2         | 20 stycznia 1969     | 21   | Boston        | House Show | [ 2 ]                                                                                             |
| 11  | Bobo Brazil    | 6         | 10 lutego 1969       | 687  | Waszyngton    | House Show | [ 2 ]                                                                                             |
| -   | Zwakowany      | -         | 29 grudnia 1970      | -    | -             | -          | [ 2 ]                                                                                             |
| 12  | Pedro Morales  | 1         | 7 stycznia 1971      | 32   | Los Angeles   | House Show | Pokonał Freddiego Blassiego w finale turnieju.                                                    |
| -   | Zwakowany      | -         | 8 lutego 1971        | -    | -             | -          | Pedro Morales zwakował WWWF United States Heavyweight Championship po zdobyciu WWWF Championship. |
| 13  | Bobo Brazil    | 7         | 19 lutego 1971       | 1837 | Harrisburg    | House Show | Brazil otrzymał tytuł od WWWF.                                                                    |
| -   | Zdezaktywowany | -         | Marzec 1976          | -    | -             | -          | Brazil był ostatnim mistrzem po tym jak WWWF porzuciło tytuł w marcu 1976.                        |

## Łączna liczba posiadań
| Nr. | Wrestler      | Liczba posiadań | Łączna liczba dni |
| --- | ------------- | --------------- | ----------------- |
| 1   | Bobo Brazil   | 7               | 4,072             |
| 2   | The Sheik     | 2               | 450               |
| 3   | Johnny Barend | 2               | 72                |
| 4   | Ray Stevens   | 1               | 67                |
| 5   | Pedro Morales | 1               | 32                |